# FC Thun
FC Thun (FC Thun 1898) – szwajcarski klub piłkarski, występujący w rozgrywkach ligowych Swiss Super League. Jego siedziba i stadion znajduje się w mieście Thun. Założony został 1 lipca 1898 roku.

## Sukcesy
- Wicemistrzostwo Szwajcarii: 2005
- Finał Pucharu Szwajcarii: 1955
- 3. miejsce w fazie grupowej Ligi Mistrzów: sezon 2005-06

## Europejskie puchary
Legenda do wszystkich tabel:
- Q – runda eliminacyjna, 1/16, 1/8, 1/4, 1/2 – odpowiednia faza rozgrywek, Grupa – runda grupowa, 1r gr – pierwsza runda grupowa, 2r gr – druga runda grupowa, F – finał, R – runda, PO – play-off
- k. – rzuty karne, los. – losowanie, Dogr. – dogrywka, w. – zasada bramek strzelonych na wyjeździe

| Sezon   | Rozgrywki     | Runda   | Klub               | Dom | Wyjazd | Ogólnie    |
| ------- | ------------- | ------- | ------------------ | --- | ------ | ---------- |
| 2005/06 | Liga Mistrzów | 2Q      | Dynamo Kijów       | 1–0 | 2–2    | 3–2        |
| 2005/06 | Liga Mistrzów | 3Q      | Malmö FF           | 3–0 | 1–0    | 4–0        |
| 2005/06 | Liga Mistrzów | Grupa B | Arsenal            | 0–1 | 1–2    | 3. miejsce |
| 2005/06 | Liga Mistrzów | Grupa B | Sparta Praga       | 1–0 | 0–0    | 3. miejsce |
| 2005/06 | Liga Mistrzów | Grupa B | AFC Ajax           | 2–4 | 0–2    | 3. miejsce |
| 2005/06 | Puchar UEFA   | 1/16    | Hamburger SV       | 1–0 | 0–2    | 1–2        |
| 2011/12 | Liga Europy   | 2Q      | Vllaznia Szkodra   | 2–1 | 0–0    | 2–1        |
| 2011/12 | Liga Europy   | 3Q      | US Palermo         | 1–1 | 2–2    | 3–3, w.    |
| 2011/12 | Liga Europy   | PO      | Stoke City         | 0–1 | 1–4    | 1–5        |
| 2013/14 | Liga Europy   | 2Q      | Czichura Saczchere | 2–0 | 3–1    | 5–1        |
| 2013/14 | Liga Europy   | 3Q      | Häcken             | 1–0 | 2–1    | 3–1        |
| 2013/14 | Liga Europy   | PO      | Partizan           | 3–0 | 0–1    | 3–1        |
| 2013/14 | Liga Europy   | Grupa G | Dynamo Kijów       | 0–2 | 0–3    | 4. miejsce |
| 2013/14 | Liga Europy   | Grupa G | KRC Genk           | 0–1 | 1–2    | 4. miejsce |
| 2013/14 | Liga Europy   | Grupa G | Rapid Wiedeń       | 1–0 | 1–2    | 4. miejsce |
| 2015/16 | Liga Europy   | 2Q      | Hapoel Beer Szewa  | 2–1 | 1–1    | 3–2        |
| 2015/16 | Liga Europy   | 3Q      | Vaduz              | 0–0 | 2–2    | 2–2, w.    |
| 2015/16 | Liga Europy   | PO      | Sparta Praga       | 3–3 | 1–3    | 4–6        |
| 2019/20 | Liga Europy   | 3Q      | Spartak Moskwa     | 2–3 | 1–2    | 3–5        |

## Skład na sezon 2017/2018
| Nr | Poz. | Piłkarz                                |
| -- | ---- | -------------------------------------- |
| 1  | BR   | Guillaume Faivre                       |
| 3  | OB   | Colin Trachsel                         |
| 4  | OB   | Miguel Rodrigues                       |
| 5  | OB   | Nicolas Bürgy                          |
| 7  | OB   | Mickaël Facchinetti                    |
| 8  | PO   | Gregory Karlen (wypożyczony z FC Sion) |
| 9  | NA   | Dejan Sorgić                           |
| 11 | PO   | Matteo Tosetti                         |
| 12 | OB   | Silvano Schäppi                        |
| 13 | BR   | Đorđe Nikolić (wypożyczony z FC Basel) |
| 14 | OB   | Roy Gelmi                              |
| 16 | PO   | Moreno Costanzo                        |
| 17 | PO   | Dennis Hediger                         |
| 18 | BR   | Francesco Ruberto                      |

| Nr | Poz. | Piłkarz           |
| -- | ---- | ----------------- |
| 19 | PO   | Omer Dzonlagic    |
| 20 | OB   | Chris Kablan      |
| 21 | PO   | Nelson Ferreira   |
| 23 | OB   | Timo Righetti     |
| 24 | PO   | Nuno da Silva     |
| 25 | OB   | Kevin Bigler      |
| 29 | NA   | Amar Avdukic      |
| 30 | PO   | Sandro Lauper     |
| 31 | OB   | Stefan Glarner    |
| 32 | OB   | Elia Alessandrini |
| 33 | PO   | Marvin Spielmann  |
| 34 | PO   | Nicola Sutter     |
| 35 | NA   | Nicolas Hunziker  |
| 39 | OB   | Sven Joss         |